# Renato Barbieri
Renato Barbieri (Livorno, 15 de enero de 1903-Livorno, 11 de noviembre de 1980) fue un deportista italiano que compitió en remo.
Participó en los Juegos Olímpicos de Los Ángeles 1932, obteniendo una medalla de plata en la prueba de ocho con timonel. Ganó cuatro medallas en el Campeonato Europeo de Remo entre los años 1929 y 1933.

## Palmarés internacional
| Juegos Olímpicos   | Juegos Olímpicos             | Juegos Olímpicos | Juegos Olímpicos |
| Año                | Lugar                        | Medalla          | Prueba           |
| ------------------ | ---------------------------- | ---------------- | ---------------- |
| 1932               | Los Ángeles (Estados Unidos) | Medalla de plata | Ocho con timonel |
| Campeonato Europeo |                              |                  |                  |
| Año                | Lugar                        | Medalla          | Prueba           |
| 1929               | Bydgoszcz (Polonia)          | Medalla de oro   | Ocho con timonel |
| 1930               | Lieja (Bélgica)              | Medalla de plata | Ocho con timonel |
| 1931               | París (Francia)              | Medalla de plata | Ocho con timonel |
| 1933               | Budapest (Hungría)           | Medalla de plata | Ocho con timonel |